# DBpedia
DBpedia — співтовариство, зусилля якого спрямовані на те, щоб витягати структуровану інформацю з Wikipedia і робити цю інформацію доступною в Web. DBpedia дозволяє створювати уточнені запити до Wikipedia, і прив'язує інші набори даних у Web до даних Wikipedia.
Проєкт DBpedia підсилює гігантське джерело знання Wikipedia, розпаковуючи структуровану інформацію від Wikipedia і тим самим робить цю інформацію доступною в Web на основі GNU Free Documentation License. Перший випуск даних був опублікований у 2007 році.
База знань DBpedia описує більш ніж 3.4 мільйонів об'єктів, зокрема як мінімум 213,000 людей, 328,000 місць, 57,000 музичних альбомів, 36,000 фільмів, 20,000 компаній. База знань вміщує 274 мільйонів уривків інформації (RDF triples). Ярлики і короткі описи об'єктів 14-ма різними мовами; 609,000 зв'язків із зображеннями і 3,150,000 зв'язків із зовнішніми вебсторінками; 4,878,000 зовнішніх посилань в інших RDF наборах даних, 415,000 категорії Wikipedia, і 75,000 категорії YAGO.
База знань DBpedia має декілька переваг над існуючими базами знань: охоплює багато областей; відображає реальну колективну згоду; автоматично еволюціонує як і Wikipedia, і вона справді багатомовна. DBpedia дозволяє вам створювати складні запити для Wikipedia, наприклад «Надати мені всі міста в Нью-Джерсі з більш ніж 10,000 жителів» або «Надати мені всіх італійських музикантів від 18-го століття».